# Physocyclus hoogstraali
Physocyclus hoogstraali is een spinnensoort uit de familie trilspinnen (Pholcidae). De soort komt voor in Mexico.